# Leichtathletik-Europameisterschaften 1982/400 m der Männer

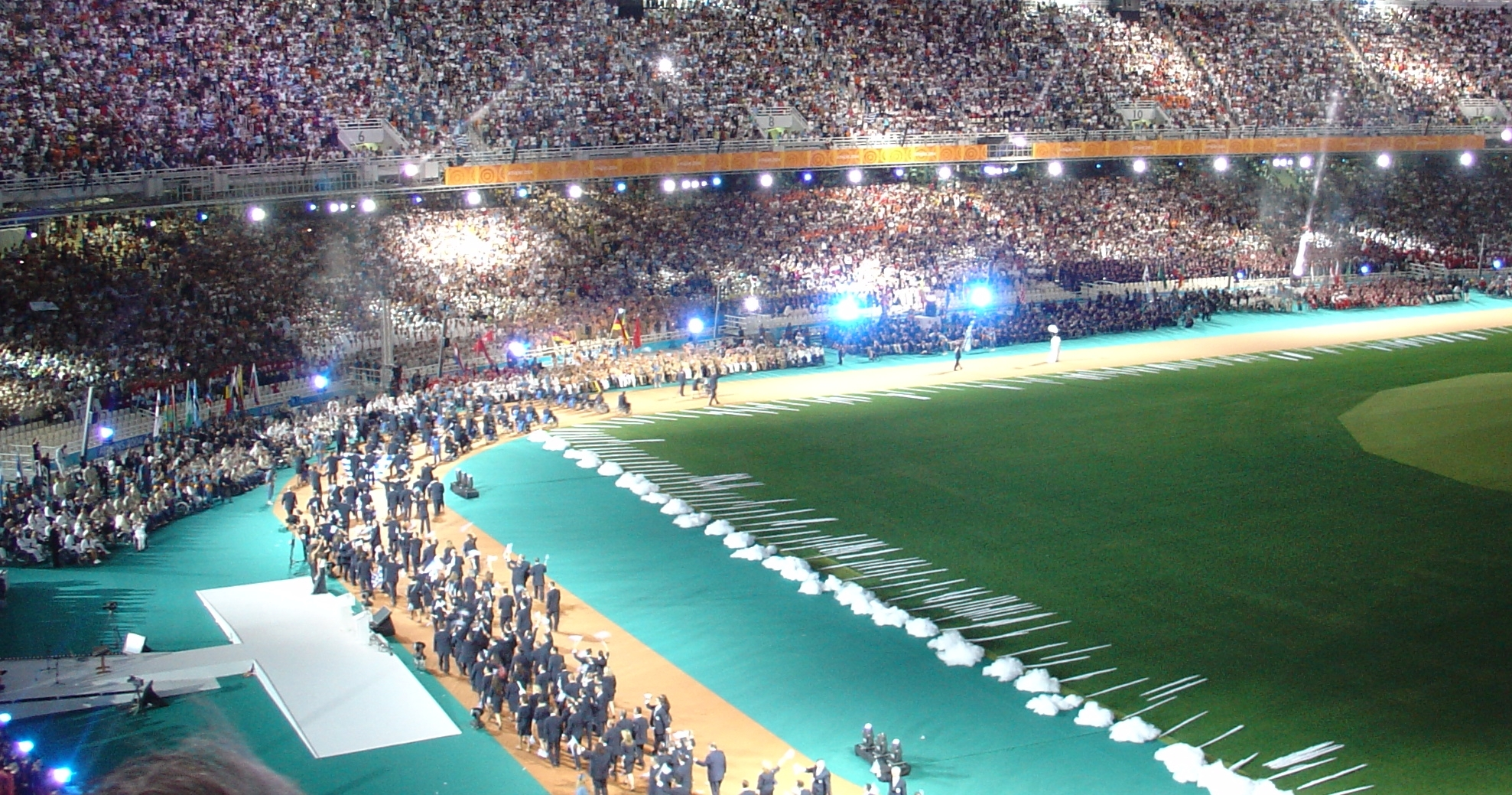
Das Athener Olympiastadion bei der Eröffnung der Paralympics 2004

Der 400-Meter-Lauf der Männer bei den Leichtathletik-Europameisterschaften 1982 wurde vom 7. bis 9. September 1982 im Olympiastadion von Athen ausgetragen.
Europameister wurde der bundesdeutsche Läufer Hartmut Weber. Er siegte vor Andreas Knebel aus der DDR. Der sowjetische Olympiasieger von 1980 und Europarekordinhaber Wiktor Markin gewann die Bronzemedaille.

## Rekorde

### Bestehende Rekorde
| Weltrekord           | 43,86 s | Lee Evans     | OS Mexiko-Stadt, Mexiko                 | 18. Oktober 1968  |
| Europarekord         | 44,60 s | Wiktor Markin | OS Moskau, Sowjetunion (heute Russland) | 30. Juli 1980     |
| Meisterschaftsrekord | 45,04 s | Karl Honz     | EM Rom, Italien                         | 4. September 1974 |

### Rekordverbesserung
Der bundesdeutsche Europameister Hartmut Weber verbesserte den bestehenden EM-Rekord im Finale am 9. September um 32 Hundertstelsekunden auf 44,72 s. Zum Europarekord fehlte ihm eine Zehntelsekunde, zum Weltrekord 86 Hundertstelsekunden.

## Legende
Kurze Übersicht zur Bedeutung der Symbolik – so üblicherweise auch in sonstigen Veröffentlichungen verwendet:
| CR    | Championshiprekord    |
| NU23R | Nationaler U23-Rekord |

## Vorrunde
7. September 1982
Die Vorrunde wurde in vier Läufen durchgeführt. Die ersten drei Athleten pro Lauf – hellblau unterlegt – sowie die darüber hinaus vier zeitschnellsten Läufer – hellgrün unterlegt – qualifizierten sich für das Halbfinale.

### Vorlauf 1
| Platz | Name              | Nation         | Zeit (s) |
| ----- | ----------------- | -------------- | -------- |
| 1     | Hartmut Weber     | BR Deutschland | 45,90    |
| 2     | David Jenkins     | Großbritannien | 46,13    |
| 3     | Pawel Konowalow   | Sowjetunion    | 46,23    |
| 4     | Sándor Újhelyi    | Ungarn         | 46,46    |
| 5     | Didier Dubois     | Frankreich     | 46,51    |
| 6     | Benjamín González | Spanien        | 47,00    |
| 7     | Hannu Mykrä       | Finnland       | 47,16    |

### Vorlauf 2
| Platz | Name             | Nation         | Zeit (s) |
| ----- | ---------------- | -------------- | -------- |
| 1     | Philip Brown     | Großbritannien | 46,52    |
| 2     | Wiktor Markin    | Sowjetunion    | 46,53    |
| 3     | Roberto Ribaud   | Italien        | 46,57    |
| 4     | Oddur Sigurdsson | Island         | 46,63    |
| 5     | Andrzej Stepien  | Polen          | 46,65    |
| 6     | Hector Llatser   | Frankreich     | 47,46    |
| 7     | José Carvalho    | Portugal       | 47,92    |

### Vorlauf 3

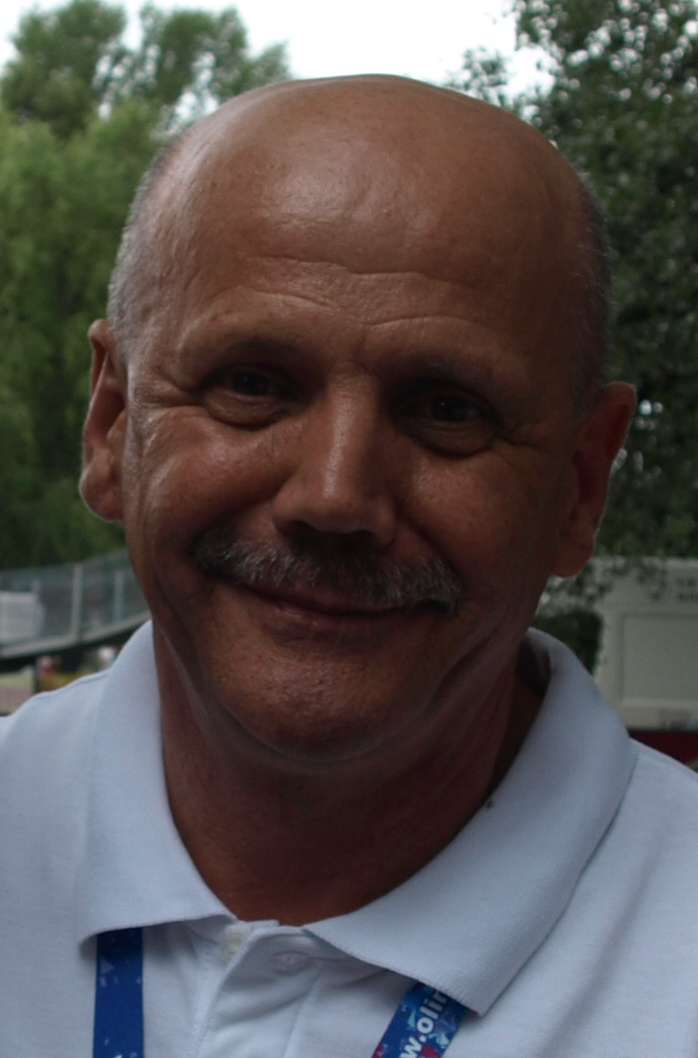
Ryszard Podlas (hier im Jahr 2013) reichte sein vierter Platz im dritten Vorlauf nicht für das Halbfinale

| Platz | Name                    | Nation         | Zeit (s) |
| ----- | ----------------------- | -------------- | -------- |
| 1     | Željko Knapić           | Jugoslawien    | 46,71    |
| 2     | Mauro Zuliani           | Italien        | 46,72    |
| 3     | Alexander Troschtschilo | Sowjetunion    | 46,74    |
| 4     | Ryszard Podlas          | Polen          | 46,88    |
| 5     | Eric Josjö              | Schweden       | 46,91    |
| 6     | Edgar Nakladal          | BR Deutschland | 47,30    |
| 7     | Paul Bourdin            | Frankreich     | 47,43    |

### Vorlauf 4
| Platz | Name            | Nation         | Zeit (s) |
| ----- | --------------- | -------------- | -------- |
| 1     | Todd Bennett    | Großbritannien | 46,16    |
| 2     | Andreas Knebel  | DDR            | 46,32    |
| 3     | Thomas Giessing | BR Deutschland | 46,41    |
| 4     | Roberto Tozzi   | Italien        | 46,65    |
| 5     | Jacques Borlée  | Belgien        | 47,52    |

## Halbfinale
7. September 1982, 17:35 Uhr
In den beiden Halbfinalläufen qualifizierten sich die jeweils ersten vier Athleten – hellblau unterlegt – für das Finale.

### Lauf 1

David Jenkins, Europameister von 1971, schaffte es noch einmal ins Halbfinale, schied dort jedoch aus

| Platz | Name                    | Nation         | Zeit (s) |
| ----- | ----------------------- | -------------- | -------- |
| 1     | Hartmut Weber           | BR Deutschland | 46,13    |
| 2     | Andreas Knebel          | DDR            | 46,30    |
| 3     | Pawel Konowalow         | Sowjetunion    | 46,32    |
| 4     | Alexander Troschtschilo | Sowjetunion    | 46,40    |
| 5     | Mauro Zuliani           | Italien        | 46,44    |
| 6     | Todd Bennett            | Großbritannien | 46,84    |
| 7     | Andrzej Stepien         | Polen          | 47,28    |
| 8     | Oddur Sigurdsson        | Island         | 47,35    |

### Lauf 2
| Platz | Name            | Nation         | Zeit (s) |
| ----- | --------------- | -------------- | -------- |
| 1     | Wiktor Markin   | Sowjetunion    | 45,99    |
| 2     | Philip Brown    | Großbritannien | 46,14    |
| 3     | Željko Knapić   | Jugoslawien    | 46,24    |
| 4     | Thomas Giessing | BR Deutschland | 46,43    |
| 5     | Didier Dubois   | Frankreich     | 46,56    |
| 6     | Roberto Ribaud  | Italien        | 46,58    |
| 7     | Sándor Újhelyi  | Ungarn         | 46,59    |
| 8     | David Jenkins   | Großbritannien | 47,04    |

## Finale
9. September 1982
| Platz | Name                    | Nation         | Zeit (s)    |
| ----- | ----------------------- | -------------- | ----------- |
| 1     | Hartmut Weber           | BR Deutschland | 44,72 CR    |
| 2     | Andreas Knebel          | DDR            | 45,29       |
| 3     | Wiktor Markin           | Sowjetunion    | 45,30       |
| 4     | Philip Brown            | Großbritannien | 45,45       |
| 5     | Alexander Troschtschilo | Sowjetunion    | 45,67 NU23R |
| 6     | Pawel Konowalow         | Sowjetunion    | 45,84       |
| 7     | Željko Knapić           | Jugoslawien    | 46,20       |
| 8     | Thomas Giessing         | BR Deutschland | 48,70       |